# Dvorec Freisaal
Dvorec Freisaal (nemško  Schloss Freisaal ) je vpet v zeleni pas na jugu mesta Salzburg v Avstriji. Naravoslovna fakulteta Univerze v Salzburgu je v neposredni bližini. Dvorec stoji sredi majhnega ribnika.

## Zgodovina
Ime Freisaal izhaja iz Freudensaal, pri čemer -saal v srednje visoki nemščini sal pomeni  'prebivališče, hiša, dvorana'. Ime zgradbe je torej treba razumeti kot 'hišo za uživanje' ali podobno. Zgodnejše različice zapisov so Freyensall, Freysahl, Freudensall in podobne.
Majhen dvorec je bil prvič omenjen leta 1392. Služil je že kot knezonadškofu Pilgrimu II. von Puchheim kot letni dvorec, poznejši knezonadškofje pa so ga uporabljali tudi kot podeželsko rezidenco. Dvorec Freisaal je bila tudi kraj, kjer so bili novoizvoljeni knezonadškofi umeščeni in dobili svoje posvetne moči in kjer se je začel njihov slovesni vstop v mesto.
Dvorec je leta 1491 prodal Georg Zandl, leta 1549 pa je bil obnovljen v manierističnem slogu pod imenovanim nadškofom, upravnikom Ernstom von Bayernom. Od takrat ga je kot vodni grad obdajal ribnik.
Leta 1839 poročajo, da je dvorec v zasebni lasti, priložene posesti se uporabljajo za vojaško usposabljanje. (Leta 1898 so v neposredni bližini, današnjem domu za upokojence na Hellbrunnerstrasse, postavili vojašnico Hellbrunn.
Leta 1906 je bil dvorec, ki je bil dolga leta nenaseljen, obnovljen v imenu lastnika Alfreda Hyre, arhitekta Josefa Schubauerja (1861–1930) in spremenjen v slogu vile; na dvorišču je bila postavljena tudi palična stavba. Te spremembe so bile kasneje delno odstranjene.
Videz nekoliko neopaznega dvorca je leta 2008 znatno oslabila domnevno potrebna, a ne zelo stilsko zaščita bregov z uporabo kamna - namesto vrbovih fašin.
V zgornjem nadstropju so stenske slike z monumentalno fresko Hansa Bocksbergerja starejšega (1558), ki prikazuje slovesni vstop knezonadškofa Michaela von Kuenburga leta 1558, kar kaže na zgodnejši pomen stavbe.
Avstrijski slikar Lucas Suppin je od leta 1967 do 1989 živel in delal v dvorcu. Pred letom 1970 je pod vodstvom Zveznega urada za spomenike poskušal vrniti freske, ki so bile po letu 1950 nesrečno obnovljene, v prvotno stanje. Kot akademski slikar je imel z dvorcemin njegovimi slikami veliko skupnega.
Nepremičnina je zdaj v zasebni lasti in ni odprta za javnost. Lastnik je od leta 2006 fundacija s predstojnikom Erichom Schumannom, vodja založniške skupine WAZ, ki je v začetku leta 2007 umrl.
- Pogled iz severa
- Pogled iz severovzhoda
- Pogled z juga
- Stranski pogled
- Notranje dvorišče